# Neoscona plebeja
Neoscona plebeja là một loài nhện trong họ Araneidae.
Loài này thuộc chi Neoscona. Neoscona plebeja được Ludwig Carl Christian Koch miêu tả năm 1871.